# Баричела
Баричела (итал. Baricella) је насеље у Италији у округу Болоња, региону Емилија-Ромања.
Према процени из 2011. у насељу је живело 3783 становника. Насеље се налази на надморској висини од 10 м.

## Становништво
| 1931. | 1936. | 1951. | 1961. | 1971. | 1981. | 1991. | 2001. | 2011. |
| ----- | ----- | ----- | ----- | ----- | ----- | ----- | ----- | ----- |
| 5.791 | 5.784 | 5.891 | 5.515 | 5.009 | 5.016 | 4.905 | 5.624 | 6.763 |